# Liga Colombiana de Baloncesto 2014-I
La Liga Colombiana de Baloncesto 2014-I (oficialmente y por motivos de patrocinio Liga Directv de Baloncesto) fue el torneo apertura de la temporada 2014 del Baloncesto Profesional Colombiano, máxima categoría del baloncesto en Colombia. Fue organizado por la División Profesional de Baloncesto (DPB), entidad dependiente de la Federación Colombiana de Baloncesto.
El campeón fue Cimarrones del Chocó por primera vez en su historia además obtuvo cupo para la Liga de las Américas 2015 el cual sería otorgado a Barrancabermeja en el semestre siguiente por sanción interpuesta a Cimarrones que lo margina de participar en torneos organizados por la FIBA Américas.

## Sistema de juego
El torneo es disputado por doce equipos en la primera fase dividida en dos grupos de seis equipos se enfrentan a 20 round clasificando los 8 equipos que más puntaje tengan entre los dos grupos.
La primera fase de jugarán a doble vuelta, es decir cada equipo será visitante y local dos veces seguidas contra un mismo rival, la segunda fase de play offs se disputará de la siguiente manera:

1° del Grupo 1 vs. 4° del Grupo 2
2° del Grupo 1 vs. 3° del Grupo 2
1° del Grupo 2 vs. 4° del Grupo 1
2° del Grupo 2 vs. 3° del Grupo 1

Los ganadores de estas llaves accederán a la semifinal. Y finalmente los dos mejores equipos disputarán la final del torneo para definir al campeón de esta edición.
Como principales novedades está la expansión de diez a doce equipos con la incorporación a la Liga de los clubes Cóndores de Cundinamarca y Cafeteros de Armenia además del nuevo sistema de dos grupos.

## Datos de clubes
| Equipo                 | Ciudad      | Departamento       | Pabellón                        | Aforo |
| ---------------------- | ----------- | ------------------ | ------------------------------- | ----- |
| Academia de la Montaña | Medellín    | Antioquia          | Coliseo Universidad de Medellín | 6.000 |
| Águilas                | Tunja       | Boyacá             | Coliseo Cubierto San Antonio    | 6.000 |
| Bambuqueros            | Neiva       | Huila              | Coliseo Álvaro Sánchez Silva    | 6.000 |
| Búcaros                | Bucaramanga | Santander          | Coliseo Vicente Díaz Romero     | 6.000 |
| Cafeteros              | Armenia     | Quindío            | Coliseo del Café                | 9.000 |
| Caribbean Heat         | Cartagena   | Bolívar            | Coliseo Bernardo Caraballo      | 2.500 |
| Cimarrones             | Quibdó      | Chocó              | Coliseo La Caldera              | 3.000 |
| Cóndores               | Chía        | Cundinamarca       | Coliseo de La Luna              |       |
| Guerreros              | Bogotá      | Bogotá, D. C.      | Coliseo El Salitre              | 7.000 |
| Halcones               | Cúcuta      | Norte de Santander | Coliseo Toto Hernández          | 6.000 |
| Piratas                | Bogotá      | Bogotá, D. C.      | Coliseo El Salitre              | 7.000 |
| Once Caldas            | Manizales   | Caldas             | Coliseo Jorge Arango Uribe      | 5.000 |

## Primera fase
Los equipos divididos en dos grupos jugarán 20 round para definir los clasificados a la semifinal.
|  | Clasificados a Segunda fase. |
|  | Eliminados.                  |

### Grupo 1
| Pos | Equipos        | Pts | PJ | G  | P  | FAV  | CON  | Dif  |
| --- | -------------- | --- | -- | -- | -- | ---- | ---- | ---- |
| 1.  | Guerreros      | 38  | 20 | 18 | 2  | 1897 | 1567 | 330  |
| 2.  | Águilas        | 32  | 20 | 12 | 8  | 1685 | 1557 | 128  |
| 3.  | Cóndores       | 29  | 20 | 9  | 11 | 1851 | 1808 | 43   |
| 4.  | Piratas Bogotá | 28  | 20 | 8  | 12 | 1610 | 1785 | -175 |
| 5.  | Bucaros        | 27  | 20 | 7  | 13 | 1756 | 1903 | -147 |
| 6.  | Hálcones       | 26  | 20 | 6  | 14 | 1601 | 1780 | -179 |

A continuación los 20 round que disputarán los equipos en la primera fase.
| Águilas   | 79 : 65  | Halcones       | San Antonio | 10 de marzo | 20:00 |
| Guerreros | 112 : 96 | Bucaros        | El Salitre  | 24 de marzo | 20:00 |
| Cóndores  | 79 : 84  | Piratas Bogotá | La Luna     | 24 de marzo | 20:00 |

| Águilas   | 88 : 69  | Halcones       | San Antonio | 11 de marzo | 20:00 |
| Cóndores  | 109 : 78 | Piratas Bogotá | La Luna     | 25 de marzo | 18:00 |
| Guerreros | 102 : 69 | Bucaros        | El Salitre  | 25 de marzo | 20:00 |

| Piratas  | 58 : 91 | Águilas   | Cayetano Cañizares  | 14 de marzo | 20:00 |
| Halcones | 80 : 76 | Guerreros | Toto Hernández      | 31 de marzo | 20:00 |
| Bucaros  | 89 : 86 | Cóndores  | Vicente Díaz Romero | 31 de marzo | 20:00 |

| Piratas  | 73 : 81  | Águilas   | Cayetano Cañizares  | 15 de marzo | 20:00 |
| Halcones | 68 : 72  | Guerreros | Toto Hernández      | 1 de abril  | 20:00 |
| Bucaros  | 92 : 102 | Cóndores  | Vicente Díaz Romero | 1 de abril  | 20:00 |

| Águilas   | 106 : 96 | Bucaros  | San Antonio    | 18 de marzo | 20:00 |
| Guerreros | 93 : 72  | Cóndores | El Salitre     | 21 de marzo | 20:00 |
| Halcones  | 68 : 55  | Piratas  | Toto Hernández | 21 de marzo | 20:00 |

| Águilas   | 102 : 76 | Bucaros  | San Antonio    | 19 de marzo | 20:00 |
| Guerreros | 94 : 101 | Cóndores | El Salitre     | 22 de marzo | 20:00 |
| Halcones  | 80 : 63  | Piratas  | Toto Hernández | 22 de marzo | 20:00 |

| Piratas  | 92 : 88   | Bucaros   | El Salitre             | 28 de marzo | 20:00 |
| Cóndores | 121 : 122 | Halcones  | Municipal de Tocancipá | 28 de marzo | 20:00 |
| Águilas  | 72 : 75   | Guerreros | San Antonio            | 28 de marzo | 20:00 |

| Piratas  | 67 : 81  | Bucaros   | El Salitre             | 29 de marzo | 20:00 |
| Cóndores | 103 : 94 | Halcones  | Municipal de Tocancipá | 29 de marzo | 20:00 |
| Águilas  | 71 : 85  | Guerreros | San Antonio            | 29 de marzo | 20:00 |

| Piratas  | 70 : 85 | Guerreros | El Salitre             | 4 de abril | 20:00 |
| Bucaros  | 82 : 71 | Halcones  | Vicente Díaz Romero    | 4 de abril | 20:00 |
| Cóndores | 71 : 75 | Águilas   | Municipal de Tocancipá | 6 de abril | 15:00 |

| Piratas  | 84 : 95   | Guerreros | El Salitre             | 5 de abril | 20:00 |
| Cóndores | 78 : 86   | Águilas   | Municipal de Tocancipá | 5 de abril | 20:00 |
| Bucaros  | 103 : 101 | Halcones  | Vicente Díaz Romero    | 5 de abril | 20:00 |

| Guerreros | 99 : 72 | Piratas  | El Salitre     | 11 de abril | 18:00 |
| Águilas   | 80 : 69 | Cóndores | San Antonio    | 11 de abril | 20:00 |
| Halcones  | 95 : 84 | Bucaros  | Toto Hernández | 11 de abril | 20:00 |

| Guerreros | 110 : 68 | Piratas  | El Salitre     | 12 de abril | 18:00 |
| Águilas   | 86 : 90  | Cóndores | San Antonio    | 12 de abril | 20:00 |
| Halcones  | 95 : 106 | Bucaros  | Toto Hernández | 12 de abril | 20:00 |

| Guerreros | 86 : 78 | Águilas  | El Salitre                 | 14 de abril | 20:00 |
| Halcones  | 96 : 95 | Cóndores | Toto Hernández             | 14 de abril | 20:00 |
| Bucaros   | 74 : 91 | Piratas  | Coliseo de Barrancabermeja | 28 de abril | 20:00 |

| Guerreros | 90 : 82 | Águilas  | El Salitre                 | 15 de abril | 20:00 |
| Halcones  | 82 : 89 | Cóndores | Toto Hernández             | 15 de abril | 20:00 |
| Bucaros   | 99 : 91 | Piratas  | Coliseo de Barrancabermeja | 29 de abril | 20:00 |

| Bucaros  | 79 : 70 | Águilas   | Coliseo de Barrancabermeja | 22 de abril | 20:00 |
| Piratas  | 85 : 76 | Halcones  | Cayetano Cañizares         | 25 de abril | 20:00 |
| Cóndores | 86 : 94 | Guerreros | Municipal de Tocancipá     | 25 de abril | 20:00 |

| Bucaros  | 73 : 85 | Águilas   | Coliseo de Barrancabermeja | 23 de abril | 20:00 |
| Piratas  | 92 : 85 | Halcones  | Cayetano Cañizares         | 26 de abril | 20:00 |
| Cóndores | 80 : 95 | Guerreros | Municipal de Tocancipá     | 26 de abril | 20:00 |

| Guerreros | 117 : 68 | Halcones | El Salitre             | 28 de abril | 20:00 |
| Águilas   | 89 : 94  | Piratas  | San Antonio            | 2 de mayo   | 20:00 |
| Condores  | 120 : 89 | Bucaros  | Municipal de Tocancipá | 2 de mayo   | 20:00 |

| Guerreros | 104 : 56 | Halcones | El Salitre             | 29 de abril | 20:00 |
| Águilas   | 98 : 100 | Piratas  | San Antonio            | 3 de mayo   | 20:00 |
| Condores  | 102 : 86 | Bucaros  | Municipal de Tocancipá | 3 de mayo   | 20:00 |

| Piratas  | 106 : 92 | Cóndores | El Salitre     | 9 de mayo | 20:00 |
| Halcones | 62 : 76  | Águilas  | Toto Hernández | 9 de mayo | 20:00 |
| Bucaros  | 99 : 105 | Gurreros | Bicentenario   | 9 de mayo | 20:00 |

| Piratas  | 87 : 106 | Cóndores | El Salitre     | 10 de mayo | 20:00 |
| Halcones | 68 : 90  | Águilas  | Toto Hernández | 10 de mayo | 20:00 |
| Bucaros  | 95 : 108 | Gurreros | Bicentenario   | 10 de mayo | 20:00 |

### Grupo 2
| Pos | Equipos        | Pts | PJ | G  | P  | FAV  | CON  | Dif  |
| --- | -------------- | --- | -- | -- | -- | ---- | ---- | ---- |
| 1.  | Cimarrones     | 38  | 20 | 18 | 2  | 1862 | 1610 | 252  |
| 2.  | Academia       | 35  | 20 | 15 | 5  | 1857 | 1713 | 144  |
| 3.  | Cafeteros      | 32  | 20 | 12 | 8  | 1792 | 1672 | 120  |
| 4.  | Bambuqueros    | 27  | 20 | 7  | 13 | 1626 | 1806 | -180 |
| 5.  | Once Caldas    | 26  | 20 | 6  | 14 | 1723 | 1825 | -102 |
| 6.  | Caribbean Heat | 22  | 20 | 2  | 17 | 1731 | 1975 | -234 |

A continuación los 20 round que disputarán los equipos en la primera fase.
| Cimarrones  | 85 : 66  | Once Caldas    | Departamental de Quibdó | 10 de marzo | 20:00 |
| Academia    | 105 : 83 | Caribbean Heat | U. San Buenaventura     | 10 de marzo | 20:00 |
| Bambuqueros | 90 : 80  | Cafeteros      | Álvaro Sánchez Silva    | 24 de marzo | 20:00 |

| Cimarrones  | 114 : 95 | Once Caldas    | Departamental de Quibdó | 11 de marzo | 16:00 |
| Academia    | 94 : 74  | Caribbean Heat | U. San Buenaventura     | 11 de marzo | 20:00 |
| Bambuqueros | 69 : 90  | Cafeteros      | Álvaro Sánchez Silva    | 25 de marzo |       |

| Academia       | 84 : 71 | Cafeteros   | U. San Buenaventura | 14 de marzo | 20:00 |
| Caribbean Heat | 83 : 89 | Cimarrones  | U. San Buenaventura | 31 de marzo | 18:00 |
| Once Caldas    | 85 : 78 | Bambuqueros | Jorge Arango        | 7 de abril  | 20:00 |

| Academia       | 94 : 87 | Cafeteros   | U. San Buenaventura | 15 de marzo | 20:00 |
| Caribbean Heat | 87 : 98 | Cimarrones  | Bernardo Caraballo  | 1 de abril  | 18:00 |
| Once Caldas    | 86 : 70 | Bambuqueros | Jorge Arango        | 8 de abril  | 20:00 |

| Once Caldas | 84 : 89 | Academia       | Jorge Arango         | 20 de marzo | 20:00 |
| Bambuqueros | 70 : 99 | Cimarrones     | Álvaro Sánchez Silva | 21 de marzo | 20:00 |
| Cafeteros   | 93 : 84 | Caribbean Heat | Coliseo del Café     | 21 de marzo | 20:00 |

| Once Caldas | 77 : 74 | Academia       | Jorge Arango         | 21 de marzo | 20:00 |
| Bambuqueros | 79 : 89 | Cimarrones     | Álvaro Sánchez Silva | 22 de marzo | 20:00 |
| Cafeteros   | 92 : 84 | Caribbean Heat | Coliseo del Café     | 22 de marzo | 20:00 |

| Caribbean Heat | 98 : 84 | Once Caldas | Bernardo Carballo       | 28 de marzo | 20:00 |
| Cimarrones     | 89 : 68 | Cafeteros   | Departamental de Quibdó | 28 de marzo | 20:00 |
| Academia       | 95 : 86 | Bambuqueros | U. San Buenaventura     | 28 de marzo | 20:00 |

| Academia       | 81 : 75 | Bambuqueros | U. San Buenaventura     | 29 de marzo | 18:00 |
| Caribbean Heat | 90 : 85 | Once Caldas | Bernardo Carballo       | 29 de marzo | 20:00 |
| Cimarrones     | 89 : 86 | Cafeteros   | Departamental de Quibdó | 29 de marzo | 20:00 |

| Caribbean Heat | 81 : 82 | Bambuqueros | Bernardo Caraballo | 4 de abril | 18:00 |
| Cafeteros      | 93 : 76 | Once Caldas | Coliseo del Café   | 4 de abril | 20:00 |
| Academia       | 96 : 83 | Cimarrones  | Ivan de Bedout     | 4 de abril | 20:00 |

| Academia       | 95 : 82 | Cimarrones  | U. San Buenaventura | 5 de abril | 17:00 |
| Caribbean Heat | 79 : 92 | Bambuqueros | Bernardo Caraballo  | 5 de abril | 18:00 |
| Cafeteros      | 85 : 81 | Once Caldas | Coliseo del Café    | 5 de abril | 20:00 |

| Bambuqueros | 80 : 78 | Caribbean Heat | Álvaro Sánchez Silva    | 11 de abril | 20:00 |
| Once Caldas | 92: 96  | Cafeteros      | Jorge Arango            | 11 de abril | 20:00 |
| Cimarrones  | 88 : 79 | Academia       | Departamental de Quibdó | 11 de abril | 20:00 |

| Bambuqueros | 98 : 95 | Caribbean Heat | Álvaro Sánchez Silva    | 12 de abril | 20:00 |
| Once Caldas | 87 : 96 | Cafeteros      | Jorge Arango            | 12 de abril | 20:00 |
| Cimarrones  | 90 : 79 | Academia       | Departamental de Quibdó | 12 de abril | 20:00 |

| Bambuqueros | 87 : 103 | Academia      | Álvaro Sánchez Silva | 14 de abril | 20:00 |
| Cafeteros   | 86 : 89  | Cimarrones    | Coliseo del Café     | 14 de abril | 20:00 |
| Once Caldas | 92 : 91  | Caribean Heat | Jorge Arango         | 14 de abril | 20:00 |

| Bambuqueros | 75 : 81  | Academia       | Álvaro Sánchez Silva | 15 de abril | 20:00 |
| Cafeteros   | 66 : 73  | Cimarrones     | Coliseo del Café     | 15 de abril | 20:00 |
| Once Caldas | 104 : 93 | Caribbean Heat | Jorge Arango         | 15 de abril | 20:00 |

| Caribbean Heat | 103 : 116 | Cafeteros   | Vicente Díaz Romero     | 25 de abril | 20:00 |
| Cimarrones     | 102 : 77  | Bambuqueros | Departamental de Quibdó | 25 de abril | 20:00 |
| Academia       | 106 : 114 | Once Caldas | U. San Buenaventura     | 25 de abril | 20:00 |

| Caribbean Heat | 76 : 108 | Cafeteros   | Vicente Díaz Romero     | 26 de abril | 20:00 |
| Cimarrones     | 104 : 75 | Bambuqueros | Departamental de Quibdó | 26 de abril | 20:00 |
| Academia       | 92 : 84  | Once Caldas | U. San Buenaventura     | 26 de abril | 20:00 |

| Bambuqueros | 100 : 98 | Once Caldas    | Álvaro Sánchez Silva    | 2 de mayo | 20:00 |
| Cafeteros   | 102 : 81 | Academia       | Coliseo del Café        | 2 de mayo | 20:00 |
| Cimarrones  | 106 : 91 | Caribbean Heat | Departamental de Quibdó | 2 de mayo | 20:00 |

| Bambuqueros | 97 : 83  | Once Caldas    | Álvaro Sánchez Silva    | 3 de mayo | 20:00 |
| Cafeteros   | 80 : 87  | Academia       | Coliseo del Café        | 3 de mayo | 20:00 |
| Cimarrones  | 115 : 82 | Caribbean Heat | Departamental de Quibdó | 3 de mayo | 20:00 |

| Once Caldas    | 92 : 97  | Cimarrones  | Jorge Arango        | 6 de mayo  | 20:00 |
| Caribbean Heat | 76 : 108 | Academia    | Vicente Díaz Romero | 9 de mayo  | 18:00 |
| Cafeteros      | 104 : 93 | Bambuqueros | Coliseo del Café    | 10 de mayo | 20:00 |

| Once Caldas    | 79 : 101 | Cimarrones  | Jorge Arango        | 7 de mayo  | 20:00 |
| Caribbean Heat | 92 : 114 | Academia    | Vicente Díaz Romero | 10 de mayo | 18:00 |
| Cafeteros      | 93 : 51  | Bambuqueros | Coliseo del Café    | 11 de mayo | 10:00 |

## Fase final
|  | Cuartos de final         | Cuartos de final         |            |            | Semifinales              | Semifinales              |  |           | Final                   | Final                   |  |
|  | 12 al 17 de mayo de 2014 | 12 al 17 de mayo de 2014 |            |            | 26 al 31 de mayo de 2014 | 26 al 31 de mayo de 2014 |  |           | 2 al 8 de junio de 2014 | 2 al 8 de junio de 2014 |  |
|  |                          |                          |            |            |                          |                          |  |           |                         |                         |  |
|  |                          |                          |            |            |                          |                          |  |           |                         |                         |  |
|  | Guerreros                | 3                        |            |            |                          |                          |  |           |                         |                         |  |
|  | Guerreros                | 3                        |            |            |                          |                          |  |           |                         |                         |  |
|  | Bambuqueros              | 0                        |            |            |                          |                          |  |           |                         |                         |  |
|  | Bambuqueros              | 0                        |            | Guerreros  | 3                        |                          |  |           |                         |                         |  |
|  |                          |                          |            | Guerreros  | 3                        |                          |  |           |                         |                         |  |
|  |                          |                          | Cafeteros  | 2          |                          |                          |  |           |                         |                         |  |
|  | Águilas                  | 2                        | Cafeteros  | 2          |                          |                          |  |           |                         |                         |  |
|  | Águilas                  | 2                        |            |            |                          |                          |  |           |                         |                         |  |
|  | Cafeteros                | 3                        |            |            |                          |                          |  |           |                         |                         |  |
|  | Cafeteros                | 3                        |            |            |                          |                          |  | Guerreros | 2                       |                         |  |
|  |                          |                          |            |            |                          |                          |  | Guerreros | 2                       |                         |  |
|  |                          |                          | Cimarrones | 3          |                          |                          |  |           |                         |                         |  |
|  | Cimarrones               | 3                        | Cimarrones | 3          |                          |                          |  |           |                         |                         |  |
|  | Cimarrones               | 3                        |            |            |                          |                          |  |           |                         |                         |  |
|  | Piratas                  | 1                        |            |            |                          |                          |  |           |                         |                         |  |
|  | Piratas                  | 1                        |            | Cimarrones | 3                        |                          |  |           |                         |                         |  |
|  |                          |                          |            | Cimarrones | 3                        |                          |  |           |                         |                         |  |
|  |                          |                          | Academia   | 0          |                          |                          |  |           |                         |                         |  |
|  | Academia                 | 3                        | Academia   | 0          |                          |                          |  |           |                         |                         |  |
|  | Academia                 | 3                        |            |            |                          |                          |  |           |                         |                         |  |
|  | Cóndores                 | 2                        |            |            |                          |                          |  |           |                         |                         |  |
|  | Cóndores                 | 2                        |            |            |                          |                          |  |           |                         |                         |  |
|  |                          |                          |            |            |                          |                          |  |           |                         |                         |  |

## Cuartos de final
Los ocho equipos clasificados se enfrentaron en cuatro llaves para definir los semifinalistas del torneo. Guerreros de Bogotá fue el único en ganar los tres primeros juegos clasificando inmediatamente, Cafeteros de Armenia necesitó cinco juegos luego de ir ganando la serie 2-0, para terminar clasificando con serie de 3-2, Cimarrones del Chocó clasificó después de cuatro juegos ganado la serie 3-1, Academia de Medellín también necesitó cinco juegos ganando la serie 3-2 en una llave muy pareja.

### (3)Guerreros vs. (0)Bambuqueros
| 12 de mayo           | Bambuqueros de Neiva                              | 80–95                                 | Guerreros de Bogotá                          | |  |  |
| 8:00 p. m.           | Parciales: 25–28, 16-27, 17-17, 22-23             | Parciales: 25–28, 16-27, 17-17, 22-23 | Parciales: 25–28, 16-27, 17-17, 22-23        | |  |  |
|                      | Estadísticas Jordan De Mercy 19 Jordan De Mercy 4 | Reporte Pts Asts                      | Estadísticas Kyle Malonte 25 Calvin Warner 7 | Pabellón: Coliseo Álvaro Sánchez Silva, Neiva, Huila Árbitros: Jairo Vanegas Peñaloza Antonio Rodríguez Televisión: DirecTV |  |  |
| Guerreros lidera 1-0 |                                                   |                                       |                                              | |  |  |
|                      |                                                   |                                       |                                              | |  |  |

| 13 de mayo           | Bambuqueros de Neiva                            | 67–95                                | Guerreros de Bogotá                         | |  |  |
| 8:00 p. m.           | Parciales: 15–21, 7-35, 24-13, 21-26            | Parciales: 15–21, 7-35, 24-13, 21-26 | Parciales: 15–21, 7-35, 24-13, 21-26        | |  |  |
|                      | Estadísticas Jordan De Mercy 25 Julian Pineda 8 | Reporte Pts Asts                     | Estadísticas Kyle Malonte 25 Slatin Ortiz 6 | Pabellón: Coliseo Álvaro Sánchez Silva, Neiva, Huila Árbitros: Jairo Vanegas Peñaloza Antonio Rodríguez Televisión: DirecTV |  |  |
| Guerreros lidera 2-0 |                                                 |                                      |                                             | |  |  |
|                      |                                                 |                                      |                                             | |  |  |

| 15 de mayo         | Guerreros de Bogotá                                          | 110–79                                | Bambuqueros de Neiva                                              | |  |  |
| 8:00 p. m.         | Parciales: 32–11, 30-25, 21-20, 27-23                        | Parciales: 32–11, 30-25, 21-20, 27-23 | Parciales: 32–11, 30-25, 21-20, 27-23                             | |  |  |
|                    | Estadísticas Stalin Ortiz 22 Calvin Warner 22 Kyle Lamonte 6 | Reporte Pts Asts                      | Estadísticas Jordan De Mercy 22 Brock Gillespie 4 Julian Pineda 4 | Pabellón: Coliseo El Salitre, Bogotá D.C. Árbitros: William Calderon Rangel Ronald Rivera Pérez Televisión: DirecTV |  |  |
| Guerreros gana 3-0 |                                                              |                                       |                                                                   | |  |  |
|                    |                                                              |                                       |                                                                   | |  |  |

### (2)Águilas vs. (3)Cafeteros
| 12 de mayo           | Cafeteros de Armenia                          | 88–83                                 | Águilas de Tunja                          | |  |  |
| 8:00 p. m.           | Parciales: 29–23, 14-22, 24-10, 21-28         | Parciales: 29–23, 14-22, 24-10, 21-28 | Parciales: 29–23, 14-22, 24-10, 21-28     | |  |  |
|                      | Estadísticas David Teague 31 Darrin Dorsey 12 | Reporte Pts Asts                      | Estadísticas Eddy Barlow 26 Eddy Barlow 7 | Pabellón: Coliseo del Café, Armenia, Quindío Árbitros: Carlos Dueñas Carlos Vélez Londoño Televisión: DirecTV |  |  |
| Cafeteros lidera 1-0 |                                               |                                       |                                           | |  |  |
|                      |                                               |                                       |                                           | |  |  |

| 13 de mayo           | Cafeteros de Armenia                  | 77–70                                 | Águilas de Tunja                           | |  |  |
| 8:00 p. m.           | Parciales: 16–29, 23-15, 20-16, 18-10 | Parciales: 16–29, 23-15, 20-16, 18-10 | Parciales: 16–29, 23-15, 20-16, 18-10      | |  |  |
|                      | Estadísticas Juan Londoño 4           | Reporte Pts Asts                      | Estadísticas Drrio Grren 17 Derrio Green 7 | Pabellón: Coliseo del Café, Armenia, Quindío Árbitros: Carlos Dueñas Carlos Vélez Londoño Televisión: DirecTV |  |  |
| Cafeteros lidera 2-0 |                                       |                                       |                                            | |  |  |
|                      |                                       |                                       |                                            | |  |  |

| 15 de mayo         | Águilas de Tunja                          | 87–71                                 | Cafeteros de Armenia                        | |  |  |
| 8:00 p. m.         | Parciales: 10–23, 27-16, 24-16, 26-16     | Parciales: 10–23, 27-16, 24-16, 26-16 | Parciales: 10–23, 27-16, 24-16, 26-16       | |  |  |
|                    | Estadísticas Eddy Barlow 26 Eddy Barlow 6 | Reporte Pts Asts                      | Estadísticas David Teague 18 Juan Londoño 3 | Pabellón: Coliseo San Antonio, Tunja, Boyacá Árbitros: Jose Juyo Garnica Álvaro Torres Gordillo Televisión: DirecTV |  |  |
| Águilas lidera 2-1 |                                           |                                       |                                             | |  |  |
|                    |                                           |                                       |                                             | |  |  |

| 16 de mayo         | Águilas de Tunja                               | 88–74                                 | Cafeteros de Armenia                        | |  |  |
| 8:00 p. m.         | Parciales: 22–23, 27-16, 24-16, 15-19          | Parciales: 22–23, 27-16, 24-16, 15-19 | Parciales: 22–23, 27-16, 24-16, 15-19       | |  |  |
|                    | Estadísticas Leonardo Salazar 23 Eddy Barlow 6 | Reporte Pts Asts                      | Estadísticas David Teague 21 Diego Quiroz 4 | Pabellón: Coliseo San Antonio, Tunja, Boyacá Árbitros: Álvaro Torres Gordillo Jose Juyo Garnica Televisión: DirecTV |  |  |
| Serie empatada 2-2 |                                                |                                       |                                             | |  |  |
|                    |                                                |                                       |                                             | |  |  |

| 17 de mayo         | Águilas de Tunja                           | 76–77                                 | Cafeteros de Armenia                                                     | |  |  |
| 8:00 p. m.         | Parciales: 11–18, 22-15, 20-30, 23-14      | Parciales: 11–18, 22-15, 20-30, 23-14 | Parciales: 11–18, 22-15, 20-30, 23-14                                    | |  |  |
|                    | Estadísticas Eddy Barlow 26 Derrio Green 5 | Reporte Pts Asts                      | Estadísticas David Teague 26 Jhon Vélez 3 Divier Pérez 3 David Teague 26 | Pabellón: Coliseo San Antonio, Tunja, Boyacá Árbitros: Jose Juyo Garnica Álvaro Torres Gordillo Televisión: DirecTV |  |  |
| Cafeteros gana 3-2 |                                            |                                       |                                                                          | |  |  |
|                    |                                            |                                       |                                                                          | |  |  |

### (3)Cimarrones vs. (1)Piratas
| 12 de mayo            | Piratas de Bogotá                                 | 81–95                                 | Cimarrones del Chocó                                     | |  |  |
| 8:00 p. m.            | Parciales: 12–23, 24-26, 21-22, 24-24             | Parciales: 12–23, 24-26, 21-22, 24-24 | Parciales: 12–23, 24-26, 21-22, 24-24                    | |  |  |
|                       | Estadísticas Santos Martínez 26 Daniel Restrepo 4 | Reporte Pts Asts                      | Estadísticas Camontae Griffin 21 Edgar Moreno Asprilla 8 | Pabellón: Coliseo El Salitre, Bogotá D.C. Árbitros: Álvaro Torres Gordillo Jose Juyo Garnica Televisión: DirecTV |  |  |
| Cimarrones lidera 1-0 |                                                   |                                       |                                                          | |  |  |
|                       |                                                   |                                       |                                                          | |  |  |

| 13 de mayo         | Piratas de Bogotá                           | 114–108                               | Cimarrones del Chocó                                                        | |  |  |
| 8:00 p. m.         | Parciales: 37–24, 30-24, 21-27, 26-33       | Parciales: 37–24, 30-24, 21-27, 26-33 | Parciales: 37–24, 30-24, 21-27, 26-33                                       | |  |  |
|                    | Estadísticas Daryl Dorsey 34 Daryl Dorsey 6 | Reporte Pts Asts                      | Estadísticas Camontae Griffin 30 Edgar Moreno Asprilla 7 Brandon Sprrliva 7 | Pabellón: Coliseo El Salitre, Bogotá D.C. Árbitros: Álvaro Torres Gordillo Jose Juyo Garnica Televisión: DirecTV |  |  |
| Serie empatada 1-1 |                                             |                                       |                                                                             | |  |  |
|                    |                                             |                                       |                                                                             | |  |  |

| 15 de mayo            | Cimarrones del Chocó                            | 89–85                                 | Piratas de Bogotá                                                                     | |  |  |
| 8:00 p. m.            | Parciales: 26–19, 20-19, 24-15, 16-13           | Parciales: 26–19, 20-19, 24-15, 16-13 | Parciales: 26–19, 20-19, 24-15, 16-13                                                 | |  |  |
|                       | Estadísticas Cesar Cortes 22 Camontae Griffin 8 | Reporte Pts Asts                      | Estadísticas Santos Martínez 30 Daryl Dorsey 4 Torrington Wallage 4 Santos Martínez 4 | Pabellón: ,Coliseo Departamental de Quibdó, Chocó Árbitros: Carlos Dueñas Jose Diez Correa Televisión: DirecTV |  |  |
| Cimarrones lidera 2-1 |                                                 |                                       |                                                                                       | |  |  |
|                       |                                                 |                                       |                                                                                       | |  |  |

| 16 de mayo          | Cimarrones del Chocó                                | 97–90                                 | Piratas de Bogotá                               | |  |  |
| 8:00 p. m.          | Parciales: 20–24, 23-24, 26-19, 28-23               | Parciales: 20–24, 23-24, 26-19, 28-23 | Parciales: 20–24, 23-24, 26-19, 28-23           | |  |  |
|                     | Estadísticas Camontae Griffin 26 Camontae Griffin 8 | Reporte Pts Asts                      | Estadísticas Santos Martínez 30 Daryl Dorsey 11 | Pabellón: ,Coliseo Departamental de Quibdó, Chocó Árbitros: Carlos Dueñas Jose Diez Correa Televisión: DirecTV |  |  |
| Cimarrones gana 3-1 |                                                     |                                       |                                                 | |  |  |
|                     |                                                     |                                       |                                                 | |  |  |

### (3)Academia vs. (2)Cóndores
| 12 de mayo          | Cóndores de Cundinamarca                                      | 106–86                                | Academia de la Montaña                                          | |  |  |
| 8:00 p. m.          | Parciales: 36–22, 21-25, 22-19, 27-20                         | Parciales: 36–22, 21-25, 22-19, 27-20 | Parciales: 36–22, 21-25, 22-19, 27-20                           | |  |  |
|                     | Estadísticas Desmon Farmer 36 Rodrigo Caicedo 4 Hebert Pope 4 | Reporte Pts Asts                      | Estadísticas Dagobert Peña 36 Álvaro Contreras 3 Cesar Chávez 3 | Pabellón: Coliseo Municipal de Tocancipá, Cundinamarca Árbitros: Jose Melgarejo Pinto German Pérez Cardenas Televisión: DirecTV |  |  |
| Cóndores lidera 1-0 |                                                               |                                       |                                                                 | |  |  |
|                     |                                                               |                                       |                                                                 | |  |  |

| 13 de mayo         | Cóndores de Cundinamarca                        | 101–104                               | Academia de la Montaña                       | |  |  |
| 8:00 p. m.         | Parciales: 26–36, 19-17, 18-22, 26-14           | Parciales: 26–36, 19-17, 18-22, 26-14 | Parciales: 26–36, 19-17, 18-22, 26-14        | |  |  |
|                    | Estadísticas Desmon Farmer 34 Rodrigo Caicedo 6 | Reporte Pts Asts                      | Estadísticas Dagobert Peña 38 Cesar Chávez 7 | Pabellón: Coliseo Municipal de Tocancipá, Cundinamarca Árbitros: Jose Melgarejo Pinto German Pérez Cardenas Televisión: DirecTV |  |  |
| Serie empatada 1-1 |                                                 |                                       |                                              | |  |  |
|                    |                                                 |                                       |                                              | |  |  |

| 15 de mayo          | Academia de la Montaña                        | 95–90                                 | Cóndores de Cundinamarca                        | |  |  |
| 8:00 p. m.          | Parciales: 33–23, 22-20, 19-24, 21-23         | Parciales: 33–23, 22-20, 19-24, 21-23 | Parciales: 33–23, 22-20, 19-24, 21-23           | |  |  |
|                     | Estadísticas Dagoberto Peña 28 Cesar Chávez 8 | Reporte Pts Asts                      | Estadísticas Desmon Farmer 32 Rodrigo Caicedo 4 | Pabellón: Universidad de San Buenaventura, Medellín, Antioquia Árbitros: Jose Melgarejo Pinto Miguel Rosas Televisión: DirecTV |  |  |
| Academia lidera 2-1 |                                               |                                       |                                                 | |  |  |
|                     |                                               |                                       |                                                 | |  |  |

| 16 de mayo         | Academia de la Montaña                        | 72–97                                 | Cóndores de Cundinamarca                      | |  |  |
| 8:00 p. m.         | Parciales: 18–25, 22-24, 15-23, 17-25         | Parciales: 18–25, 22-24, 15-23, 17-25 | Parciales: 18–25, 22-24, 15-23, 17-25         | |  |  |
|                    | Estadísticas Omar Canton 22 David Hernández 3 | Reporte Pts Asts                      | Estadísticas Desmon Farmer 25 Desmon Farmer 6 | Pabellón: Universidad de San Buenaventura, Medellín, Antioquia Árbitros: Jose Melgarejo Pinto Miguel Rosas Televisión: DirecTV |  |  |
| Serie empatada 2-2 |                                               |                                       |                                               | |  |  |
|                    |                                               |                                       |                                               | |  |  |

| 17 de mayo        | Academia de la Montaña                        | 91–85                                 | Cóndores de Cundinamarca                   | |  |  |
| 08:00 p. m.       | Parciales: 21–24, 21-16, 21-15, 28-30         | Parciales: 21–24, 21-16, 21-15, 28-30 | Parciales: 21–24, 21-16, 21-15, 28-30      | |  |  |
|                   | Estadísticas Dagoberto Peña 26 Cesar Chávez 9 | Reporte Pts Asts                      | Estadísticas Darren White 25 Hebert Pope 4 | Pabellón: Universidad de San Buenaventura, Medellín, Antioquia Árbitros: Jose Melgarejo Pinto Miguel Rosas Televisión: DirecTV |  |  |
| Academia gana 3-2 |                                               |                                       |                                            | |  |  |
|                   |                                               |                                       |                                            | |  |  |

## Semifinal
Los cuatro equipos clasificados se enfrentan en dos llaves, el ganador de 3 juegos clasificaría a la final del torneo.
Cimarrones del Chocó ganó la serie contundentemente por 3-0, Guerreros de Bogotá ganó la serie 3-2 en una llave muy apretada pero que siempre lideró. 

### (3)Guerreros vs. (2)Cafeteros
| 26 de mayo           | Cafeteros de Armenia                        | 71–77                                 | Guerreros de Bogotá                                        | |  |  |
| 8:00 p. m.           | Parciales: 14–20, 18-23, 16-24, 23-10       | Parciales: 14–20, 18-23, 16-24, 23-10 | Parciales: 14–20, 18-23, 16-24, 23-10                      | |  |  |
|                      | Estadísticas David Teague 24 Diego Quiroz 8 | Reporte Pts Asts                      | Estadísticas Kyle Lamonte 19 Stalin Ortiz 4 Kyle Lamonte 4 | Pabellón: ,Coliseo del Café, Armenia, Quindío Árbitros: Carlos Vélez Londoño William Calderon Rangel Antonio Rodríguez Televisión: DirecTV |  |  |
| Guerreros lidera 1-0 |                                             |                                       |                                                            | |  |  |
|                      |                                             |                                       |                                                            | |  |  |

| 22 de mayo         | Cafeteros de Armenia                                        | 86–69                                 | Guerreros de Bogotá                         | |  |  |
| 8:00 p. m.         | Parciales: 24–18, 19-15, 20-12, 23-24                       | Parciales: 24–18, 19-15, 20-12, 23-24 | Parciales: 24–18, 19-15, 20-12, 23-24       | |  |  |
|                    | Estadísticas David Teague 31 Diego Quiroz 5 Erik Williams 5 | Reporte Pts Asts                      | Estadísticas Stalin Ortiz 27 Kyle Lamonte 6 | Pabellón: ,Coliseo del Café, Armenia, Quindío Árbitros: Carlos Vélez Londoño William Calderon Rangel Antonio Rodríguez Televisión: DirecTV |  |  |
| Serie empatada 1-1 |                                                             |                                       |                                             | |  |  |
|                    |                                                             |                                       |                                             | |  |  |

| 29 de mayo           | Guerreros de Bogotá                           | 100–78                                | Cafeteros de Armenia                          | |  |  |
| 8:00 p. m.           | Parciales: 23–25, 23-13, 31-20, 23-20         | Parciales: 23–25, 23-13, 31-20, 23-20 | Parciales: 23–25, 23-13, 31-20, 23-20         | |  |  |
|                      | Estadísticas Calvin Warner 22 Calvin Warner 8 | Reporte Pts Asts                      | Estadísticas Erik Williams 15 Erik Williams 3 | Pabellón: , Coliseo El Salitre, Bogotá D.C. Árbitros: Rodrigo Mejia Mesa Carlos Dueñas Luis Bedoya Televisión: DirecTV |  |  |
| Guerreros lidera 2-1 |                                               |                                       |                                               | |  |  |
|                      |                                               |                                       |                                               | |  |  |

| 30 de mayo         | Guerreros de Bogotá                          | 89–98                                 | Cafeteros de Armenia                          | |  |  |
| 8:00 p. m.         | Parciales: 23–25, 28-16, 18-25, 20-32        | Parciales: 23–25, 28-16, 18-25, 20-32 | Parciales: 23–25, 28-16, 18-25, 20-32         | |  |  |
|                    | Estadísticas Kyle Lamonte 32 Calvin Warner 8 | Reporte Pts Asts                      | Estadísticas Erik Williams 33 Erik Williams 4 | Pabellón: , Coliseo El Salitre, Bogotá D.C. Árbitros: Rodrigo Mejia Mesa Carlos Dueñas Luis Bedoya Televisión: DirecTV |  |  |
| serie empatada 2-2 |                                              |                                       |                                               | |  |  |
|                    |                                              |                                       |                                               | |  |  |

| 31 de mayo                  | Guerreros de Bogotá                           | 84–64                                | Cafeteros de Armenia                                       | |  |  |
| 8:00 p. m.                  | Parciales: 22–20, 17-8, 23-14, 22-22          | Parciales: 22–20, 17-8, 23-14, 22-22 | Parciales: 22–20, 17-8, 23-14, 22-22                       | |  |  |
|                             | Estadísticas Calvin Warner 31 Kyle Lamonte 10 | Pts Asts                             | Estadísticas Diego Quiroz 20 Luis Blandon 3 Divier Pérez 3 | Pabellón: , Coliseo El Salitre, Bogotá D.C. Árbitros: Rodrigo Mejia Mesa Carlos Dueñas Luis Bedoya Televisión: DirecTV |  |  |
| Guerreros gana la serie 3-2 |                                               |                                      |                                                            | |  |  |
|                             |                                               |                                      |                                                            | |  |  |

### (3)Cimarrones vs. (0)Academia
| 26 de mayo            | Academia de la Montaña                | 88–90                                 | Cimarrones del Chocó                  | |  |  |
| 8:00 p. m.            | Parciales: 16–24, 23-13, 23-29, 26-24 | Parciales: 16–24, 23-13, 23-29, 26-24 | Parciales: 16–24, 23-13, 23-29, 26-24 | |  |  |
|                       |                                       |                                       |                                       | Pabellón: , Universidad de San Buenaventura, Medellín, Antioquia Árbitros: Carlos Dueños Jairo Vanegas Peñaloza German Pérez Cardenas Televisión: DirecTV |  |  |
| Cimarrones lidera 1-0 |                                       |                                       |                                       | |  |  |
|                       |                                       |                                       |                                       | |  |  |

| 27 de mayo            | Academia de la Montaña                     | 74–89                                 | Cimarrones del Chocó                                               | |  |  |
| 8:00 p. m.            | Parciales: 15–29, 18-22, 20-20, 21-18      | Parciales: 15–29, 18-22, 20-20, 21-18 | Parciales: 15–29, 18-22, 20-20, 21-18                              | |  |  |
|                       | Estadísticas Omar Canton 23 Cesar Chávez 4 | Reporte Pts Asts                      | Estadísticas Camontae Griffin 31 Cesar Cortes 3 Brandon Sperliva 3 | Pabellón: , Universidad de San Buenaventura, Medellín, Antioquia Árbitros: Carlos Dueños Jairo Vanegas Peñaloza German Pérez Cardenas Televisión: DirecTV |  |  |
| Cimarrones lidera 2-0 |                                            |                                       |                                                                    | |  |  |
|                       |                                            |                                       |                                                                    | |  |  |

| 29 de mayo                   | Cimarrones del Chocó                             | 98–86                                 | Academia de la Montaña                        | |  |  |
| 8:00 p. m.                   | Parciales: 20–25, 24-25, 26-19, 28-27            | Parciales: 20–25, 24-25, 26-19, 28-27 | Parciales: 20–25, 24-25, 26-19, 28-27         | |  |  |
|                              | Estadísticas Brandon Sperling 19 Edgar Moreno 13 | Reporte Pts Asts                      | Estadísticas Dagoberto Peña 23 Cesar Chávez 9 | Pabellón: ,Coliseo Departamental de Quibdó, Chocó Árbitros: Álvaro Torres Gordillo Jose Juyo Garnica Jose Melgarejo Pinto Televisión: DirecTV |  |  |
| Cimarrones gana la serie 3-0 |                                                  |                                       |                                               | |  |  |
|                              |                                                  |                                       |                                               | |  |  |

## Final
Los dos equipos se enfrentaron en 5 duelos el ganador de 3 juegos se coronó campeón de esta edición.
| 2 de junio            | Cimarrones del Chocó                          | 72–60                                 | Guerreros de Bogotá                                       |                                                                       |  |  |
| 8:00 p. m.            | Parciales: 12–12, 21-20, 24-12, 15-16         | Parciales: 12–12, 21-20, 24-12, 15-16 | Parciales: 12–12, 21-20, 24-12, 15-16                     |                                                                       |  |  |
|                       | Estadísticas Hunter Randall 25 Edgar Moreno 8 | Reporte Pts Asts                      | Estadísticas Gian Bacci 14 Kyle Lamonte 5 Calvin Warner 5 | Pabellón: ,Coliseo Departamental de Quibdó, Chocó Televisión: DirecTV |  |  |
| Cimarrones lidera 1-0 |                                               |                                       |                                                           |                                                                       |  |  |
|                       |                                               |                                       |                                                           |                                                                       |  |  |

| 3 de junio            | Cimarrones del Chocó                             | 95–82                                 | Guerreros de Bogotá                           |                                                                       |  |  |
| 8:00 p. m.            | Parciales: 24–26, 19-27, 24-18, 28-11            | Parciales: 24–26, 19-27, 24-18, 28-11 | Parciales: 24–26, 19-27, 24-18, 28-11         |                                                                       |  |  |
|                       | Estadísticas Griffin Camontae 25 Edgar Moreno 13 | Reporte Pts Asts                      | Estadísticas Booker Woodfox 18 Kyle Lamonte 9 | Pabellón: ,Coliseo Departamental de Quibdó, Chocó Televisión: DirecTV |  |  |
| Cimarrones lidera 2-0 |                                                  |                                       |                                               |                                                                       |  |  |
|                       |                                                  |                                       |                                               |                                                                       |  |  |

| 5 de junio            | Guerreros de Bogotá                         | 83–73                                 | Cimarrones del Chocó                                                   |                                                                 |  |  |
| 8:00 p. m.            | Parciales: 25–20, 14-18, 22-15, 22-20       | Parciales: 25–20, 14-18, 22-15, 22-20 | Parciales: 25–20, 14-18, 22-15, 22-20                                  |                                                                 |  |  |
|                       | Estadísticas Kyle Lamonte 34 Stalin Ortiz 6 | Reporte Pts Asts                      | Estadísticas Griffin Camontae 24 Griffin Camontae 4 Brandon Sperling 4 | Pabellón: , Coliseo El Salitre, Bogotá D.C. Televisión: DirecTV |  |  |
| Cimarrones lidera 2-1 |                                             |                                       |                                                                        |                                                                 |  |  |
|                       |                                             |                                       |                                                                        |                                                                 |  |  |

| 7 de junio         | Guerreros de Bogotá                       | 76–74                                | Cimarrones del Chocó                                                  |                                                                 |  |  |
| 8:00 p. m.         | Parciales: 28-16, 21-25, 8-15, 19-18      | Parciales: 28-16, 21-25, 8-15, 19-18 | Parciales: 28-16, 21-25, 8-15, 19-18                                  |                                                                 |  |  |
|                    | Estadísticas Kyle Lamonte 25 Gian Bacci 7 | Reporte Pts Asts                     | Estadísticas Griffin Camontae 19 Hunter Randall 19 Griffin Camontae 5 | Pabellón: , Coliseo El Salitre, Bogotá D.C. Televisión: DirecTV |  |  |
| Serie empatada 2-2 |                                           |                                      |                                                                       |                                                                 |  |  |
|                    |                                           |                                      |                                                                       |                                                                 |  |  |

| 8 de junio                   | Guerreros de Bogotá                                           | 76–78                                 | Cimarrones del Chocó                              |                                                                 |  |  |
| 5:00 p. m.                   | Parciales: 22-19, 20-15, 19-22, 15-22                         | Parciales: 22-19, 20-15, 19-22, 15-22 | Parciales: 22-19, 20-15, 19-22, 15-22             |                                                                 |  |  |
|                              | Estadísticas Kyle Lamonte 18 Calvin Warner 18 Calvin Warner 5 | Reporte Pts Asts                      | Estadísticas Hunter Randall 24 Griffin Camontae 4 | Pabellón: , Coliseo El Salitre, Bogotá D.C. Televisión: DirecTV |  |  |
| Cimarrones gana la serie 3-2 |                                                               |                                       |                                                   |                                                                 |  |  |
|                              |                                                               |                                       |                                                   |                                                                 |  |  |

|                                          |
|                                          |
| Campeón Cimarrones del Chocó 1.er título |

## Líderes de las estadísticas
Actualizado 9 de junio de 2014
| Categoría                | Jugador             | Equipo            | Prom./Pts. |
| ------------------------ | ------------------- | ----------------- | ---------- |
| Puntos por partido       | Dagoberto Peña      | Academia          | 29,0       |
| Rebotes por partido      | Kevin Ford Ii       | Águilas de Tunja  | 12,4       |
| Asistencias por partido  | Daryl Dorsey        | Piratas de Bogotá | 7,0        |
| Puntos anotados          | Dagoberto Peña      | Academia          | 813        |
| Asistencias              | Cesar Chávez Jacobo | Academia          | 145        |
| Tapones                  | Calvin Warner       | Bambuqueros       | 50         |
| Pérdidas                 | Hamsel Atencia      | Búcaros           | 76         |
| Tiros libres convertidos | Desmon Farmer       | Cóndores          | 160        |